# 天主教瓦巴格教區
天主教瓦巴格教區（拉丁語：Dioecesis Uabagana）是巴布亞紐幾內亞一個羅馬天主教教區，屬芒特哈根總教區。
教區成立於1982年3月22日，座堂位於桑古拉普。2010年有教友76,000人（佔轄區總人口20.5%）、十六個堂區、廿四名司鐸。現任教區主教為阿諾·奧羅瓦埃。